# عسلوية
عسلوية هي مدينة إيرانية مرکز مقاطعة عسلويه، محافظة بوشهر.
يبلغ عدد سكانها 13.557 حسب احصاء عام 2016.